# Vlothaven
De Vlothaven is een haven in het Amsterdamse Westelijk Havengebied ten zuiden van de Coenhaven, ten noorden van de Nieuwe Hemweg, ten oosten van de Einsteinweg en ten noorden van de Neptunushaven. De haven is vernoemd naar het vlot.
De haven is gegraven in 1931 bij de Mercuriushaven en bood ruimte aan schepen en activiteiten die in het Oostelijk Havengebied niet meer gewenst waren. Rondom de haven lopen de Coenhavenweg en de Vlothavenweg. De gemeente Amsterdam wil de Vlothaven gebruiken voor de woningbouw in het plan Haven-Stad.

## IGMA

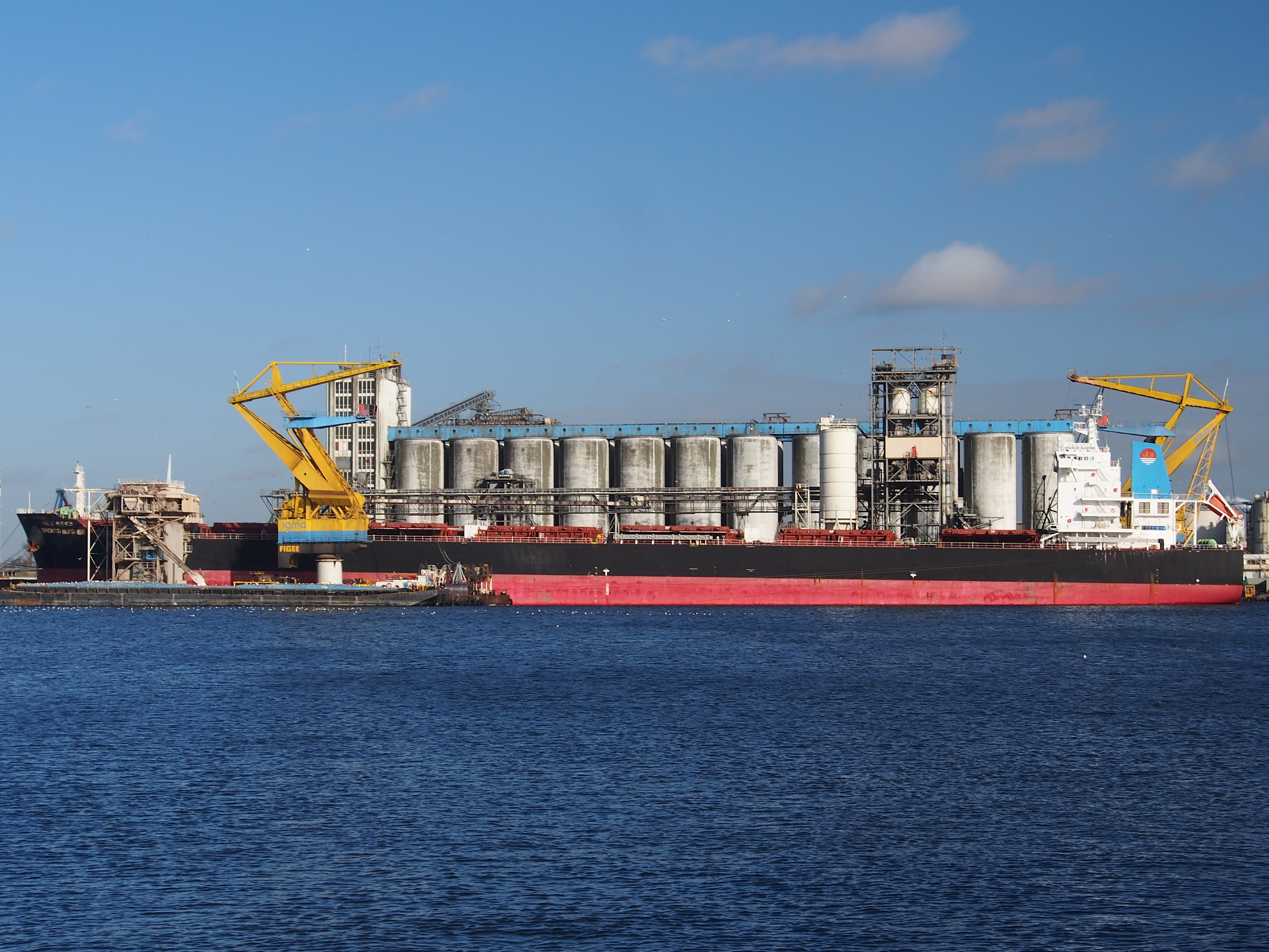
Sinokor Sunrise voor het IGMA graanopslagcomplex

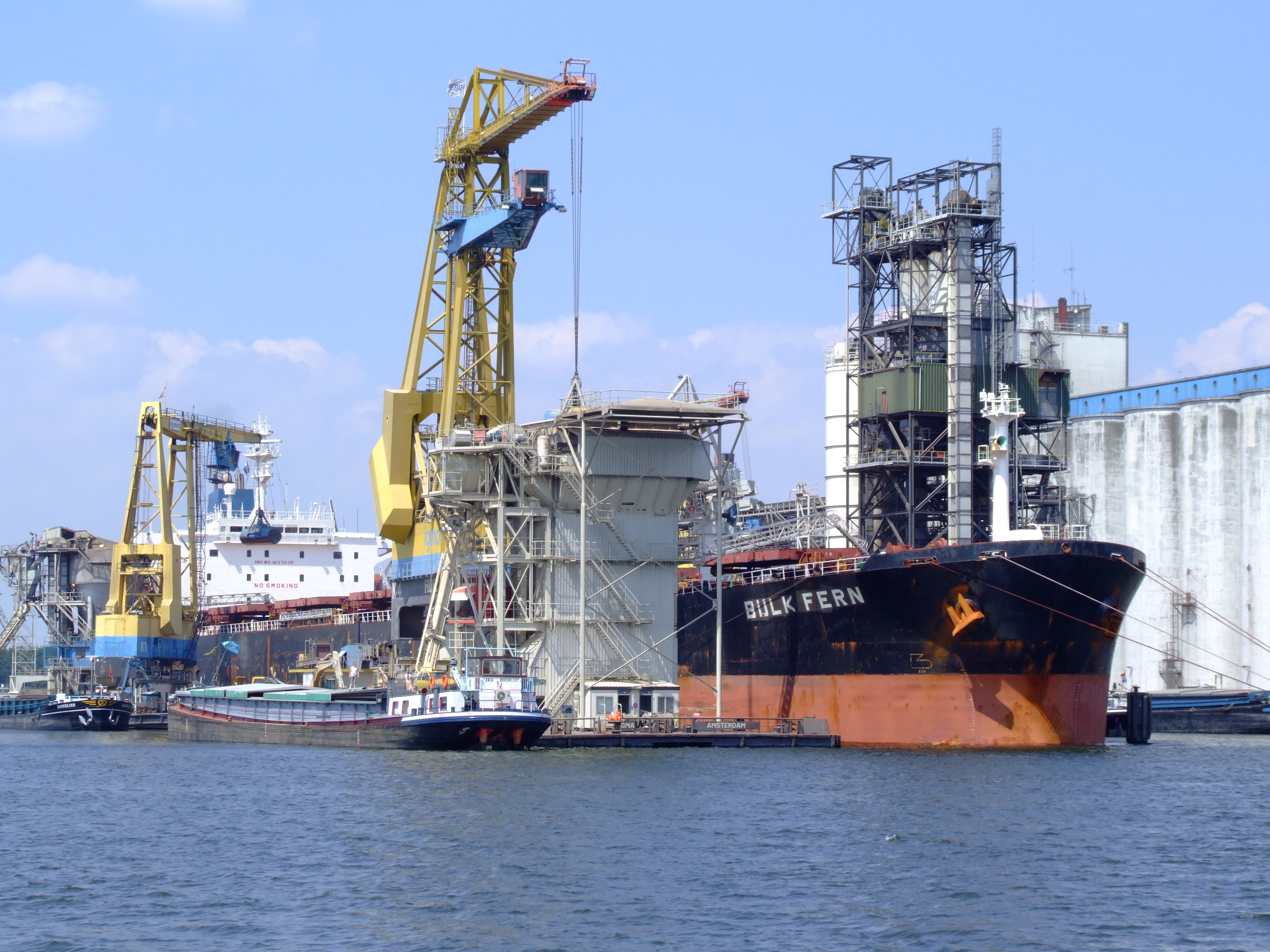
Twee IGMA kranen lossen de Bulk Fern

In november 1961 werd het moderne graanopslagcomplex van de Internationale Graanoverslag Maatschappij Amsterdam (IGMA) aan de Vlothaven officieel geopend. De gemeente had een langdurig contract gesloten met Tradex, een dochteronderneming van het Amerikaanse Cargill. Tradex sloot een contract om voor vijftig jaar tegen een vastgesteld tarief jaarlijks minstens zes miljoen ton graan te leveren aan IGMA. De IGMA werd een centraal distributiepunt naar andere Europese havens. Het IGMA complex bestond bij de aanvang uit een elevatorgebouw en 24 betonnen silo’s. Een 375 meter lange steiger kwam op ongeveer 50 meter van de kade voor het complex te liggen. De Vlothaven werd tot 15 meter diep uitgebaggerd waardoor schepen tot 100.000 ton konden aan- en afmeren. De losapparatuur maakte een onafgebroken overslag van 1200 ton graan per uur mogelijk.
In 1982 zijn de overslaginstallaties aan de pier gemoderniseerd. Vier pneumaten zijn vervangen door twee schroeflossers die het product niet meer pneumatisch maar mechanisch uit het laadruim halen. De groei maakte de aanschaf van drijvende kranen met weeginstallaties mogelijk. Er zijn vier lemniscaat kranen, waarvan de grootste een hefvermogen heeft van 36 ton. In de Vlothaven kunnen aan de pier zeeschepen met een diepgang tot 15 meter liggen. Verder zijn er vier laadplaatsen voor coasters en aken met een maximale diepgang tot 9 meter. Tot slot kunnen in de Vlothaven en Mercuriushaven schepen worden gelost aan boeien. IGMA kan jaarlijks 8 tot 9 miljoen ton agribulk, kolen en mineralen overslaan.
Medio 2021 kreeg OBA Bulk Terminal Amsterdam (OBA) IGMA in handen. OBA koopt alle activa, met inbegrip van alle laad- en losapparatuur zoals kranen, weegtorens, grijpers en transportsystemen. OBA wil minder afhankelijk worden van de overslag van steenkool en heeft de ambitie een belangrijke, multifunctionele terminaloperator voor stortgoederen te worden in de haven van Amsterdam. Met deze overname verstrekt OBA de positie in de over- en opslag van landbouwproducten. OBA beschikt over een terminal van circa 60 hectare aan de Westhaven.  OBA wil de activiteiten van IGMA over een periode van enkele jaren naar de OBA-terminal verhuizen waar ruimte vrijkomt door de verminderde aanvoer van steenkool. De gemeente Amsterdam wil de Vlothaven gaan gebruiken voor woningbouw.
| Havens en werven in het Amsterdamse havengebied |
| --- |
| · Afrikahaven Zanzibarhaven Madagascarhaven Amerikahaven Alaskahaven Cacaohaven Texashaven Aziëhaven Australiëhaven Tasmaniëhaven ADM-haven Westhaven Hornhaven Moezelhaven Mainhaven Beringhaven Suezhaven Bosporushaven Sonthaven Jan van Riebeeckhaven Usselincxhaven C. Reynierszhaven Adenhaven Ashaven Petroleumhaven Coenhaven Mercuriushaven Vlothaven Neptunushaven Minervahaven Houthaven Nieuwe Houthaven Bewaarhaven Oude Houthaven Sixhaven Ponthaven IJhaven Ertshaven Spoorwegbassin Entrepothaven Shipdock NDSM Oranjewerf Oranjesluizen P.W.Alexandersluis Noordzeekanaal IJ Dirk Metselaarhaven Isaac Baarthaven Wim Thomassenhaven |